# Espen Kolltveit
Fernando Flores (født 13. juni 1983) er en norsk professionel MMA-udøver og Thai-bokser, der konkurrerer i bantamvægt-klassen. 
Kolltveit mødte danske Jonas Troest til Danish MMA Night den 9. juni 2018 i Brøndbyhallen i København. Han tabte til ham på submission i første omgang.

## MMA-karriere

### Amatørkarriere
Den 31. juli 2015 i Hua Hin i Thailand vandt Kolltveit sin første thaiboksekamp.
Kolltveit slog engelske Garry Sudron via submission i anden omgang ved Combat Challenge North East 5 i Middlesbrough i England den 9. april 2016.

### Professionel karriere
Han fik sin professionelle MMA-debut ved Olympus Fighting Championships 2 i Middlesbrough i England den 2. december 2017, hvor han tabte via submission til engelske Callum Ellenor.